# 1039-й окремий зенітний ракетний полк (Україна)
1039-й зені́тний раке́тний полк імені генерал-хорунжого Миколи Капустянського (1039 зрп, в/ч А1964) — військове з'єднання зенітних ракетних військ Сухопутних військ Збройних сил України чисельністю у полк. Місце дислокації — селище Зарічне (Самарівський район). Входить до складу оперативного командування «Схід».

## Історія
Полк веде історію від частини радянської армії, створеної у листопаді 1953 року.
У складі ЗСУ полк оформлено в 1992 році. Базувався у м. Сіверодонецьк і м. Лисичанськ Луганської області.
У серпні 2008 року полк готувався до військових навчань під Феодосією.
Від 10 вересня 2016 на базі 2-го зенітного ракетного дивізіону полку було сформовано 38-й зенітний ракетний полк ОК «Південь» Сухопутних військ.

## Втрати
31 липня 2015 року під обстрілом терористів біля Авдіївки загинув солдат 1039-го ракетного полку Батир Руслан Іванович.
20 березня 2022 року в боях за Охтирку виконуючи бойове завдання загинув старший лейтенант Віктор Сушков.

## Структура
- полковий командний пункт (ПУ-12М на базі БТР-60);
- 1-ша зенітно-ракетна батарея
- 2-га зенітно-ракетна батарея
- 3-тя зенітно-ракетна батарея
- 4-та зенітно-ракетна батарея
- 5-та зенітно-ракетна батарея
- технічна батарея.

У кожній зенітно-ракетний батареї чотири БМ 9А33БМ, дві ТЗМ 9Т217БМ2 і батарейний командирський пункт (БКП) ПУ-12 або ППРУ-М1.

## Командування
- (2008) Воєвода Андрій[4]
- (2024) Малинко Ігор Олександрович

## Символіка
На емблемі полку, що затверджена 15 січня 2021 р., в червоно-зеленому розтятому щиті зображено золоту стрілу з полум'ям.